# Requienia (planta)
Requienia es un género de plantas con flores  perteneciente a la familia Fabaceae. Comprende 6 especies descritas y de estas, solo 3 aceptadas.

## Taxonomía
El género fue descrito por Augustin Pyrame de Candolle y publicado en Annales des Sciences Naturelles (Paris) 4: 91. 1825.
Etimología
Requienia: nombre genérico

## Especies aceptadas
A continuación se brinda un listado de las especies del género Requienia aceptadas hasta mayo de 2015, ordenadas alfabéticamente. Para cada una se indica el nombre binomial seguido del autor, abreviado según las convenciones y usos.
- Requienia obcordata (Poir.) DC.
- Requienia pseudosphaerosperma (Schinz) Brummitt
- Requienia sphaerosperma DC.